# Diaphus watasei
Diaphus watasei es una especie de pez linterna perteneciente al género Diaphus,  de la subfamilia Lampanyctinae. Fue descrita por Jordan & Starks en 1904.
Especie inofensiva para el ser humano.

## Descripción
Longitud estándar de 17 centímetros.

## Distribución y hábitat
Se distribuye por la plataforma continental de África oriental, en la costa occidental de Madagascar y frente a Japón. También registrado en Indonesia y el noroeste de Australia. Mar de China Meridional y Oriental. Habita sobre plataformas y taludes continentales y puede alcanzar profundidades de 100-2005 metros.